# Ursus dolinensis
Ursus dolinensis — вимерлий вид хижих ссавців родини ведмедевих. Його скам'янілі залишки були виявлені з найнижчих шарів стратиграфічної послідовності на археологічних та палеонтологічних пам'ятках Гран-Доліна (також Трінчера-Доліна, ділянка Трінчера-Феррокаріл), що є частиною комплексу гір Атапуерка в провінція Бургос, північ Іспанії.

## Морфологія
Цей вид був описаний як найпримітивніший з усіх печерних ведмедів і менший за чорного ведмедя (Ursus americanus). Володіє струнким тілом, порівнянним з бурими ведмедями (Ursus arctos), і помітно витонченими рисами кісток черепа і нижньої щелепи, які до певної міри нагадують Ursus arctos і Ursus etruscus. Проте його загальні морфологічні характеристики свідчать про спорідненість з лінією Ursus spelaeus. Нарешті Гарсія та Арсуага дійшли висновку, що Ursus dolinensis «є предком Ursus savini і дуже близький до загального предка Ursus arctos».